# إمارة المزاحمية (التماميم)
إمارة المزاحمية هي إمارة التماميم من العبادل من بني تميم التي حكمت شرق الرياض، وسميت نسبةً إلى المزاحمية في (حوطة بني تميم)، وقد كانت مستقلة منذ نشأتها ثم تابعة للدولة السعودية الأولى والثانية والثالثة والتي أنتهت بموت آخر أمرائها، واصبح تعيين الأمير من قبل إمارة الرياض.

## نسب أمراء الإمارة
أحمد بن فواز بن راشد بن حسين بن تمام بن تميم بن حماد بن تميم بن راشد بن حافر بن عبدالله من (العبادل) بنو عبد الله بن دارم بن مالك بن حنظلة بن مالك بن زيد مناة بن تميم بن مر بن إد بن طابخة بن إلياس بن مضر بن نزار بن معد بن عدنان
وأبناؤه:
- راشد بن أحمد
- عبدالله بن أحمد
- فواز بن أحمد

## النشأة
ويعود تاريخ المزاحمية إلى القرن العاشر الهجري عندما انتقل إليها من حوطة بني تميم أحمد بن فواز بن راشد التمامي العبدلي التميمي وأقاربه وهو أول من سكن بها وأستوطنها، ومؤسسها الأمير أحمد بن فواز بن راشد التمامي وأسماها «المزاحمية»، نسبة إلى مزرعته المزاحمية في الحوطة، وقد عبر عن موقع المزاحمية في حوطة بني تميم بقصيدته:
وكانت إمارة المزاحمية بأيدي أهلها التماميم منذ نشأة المزاحمية وأولهم مؤسسها أحمد بن فواز بن راشد التمامي. وتعاقبت الإمارة لأبنائه.

وقال الشاعر سلطان بن حسين بن محمد التمامي من عودة سدير يفتخر بأبناء عمومته بالمزاحمية في قصيدته:

## قائمة أمراء المزاحمية (التماميم)
- الأمير أحمد بن فواز بن راشد التمامي (المؤسس)
- الأمير راشد بن أحمد بن فواز التمامي
- الأمير عبد الرحيم بن راشد التمامي
- الأمير فواز بن راشد التمامي
- الأمير ناصر بن راشد التمامي
- الأمير عبد الله بن راشد التمامي "أبو مالك" صاحب الحصان الأسود والسيف المقدد.
- الأمير عبدالله بن فهيد بن راشد التمامي

في عهد الملك عبد العزيز بن عبد الرحمن آل سعود بتاريخ 1328هـ، هذا وقد دعاه الملك عبد العزيز لحضور مؤتمر الرياض بتاريخ 1347هـ، فلما كبر سنه وأعياه المرض قدم التماساً للملك بطلب إعفائه من الإمارة ولكن الملك عبد العزيز رفض طلبه ذلك ورد قائلاً:«من طرف المعافات من الإمارة فهذا شيء ما يمكن وأنت على إمارتك وبروتك زودناها»..الخ فاستجاب لأمر الملك وبقي على إمارته حتى توفي عام 1369هـ.
- إبراهيم بن عبد الله بن فهيد التمامي

وبقي في الإمارة حتى توفي عام 1375هـ وكان ذلك في عهد الملك سعود بن عبد العزيز آل سعود، ومن بعده وحتى وقتنا الحاضر يتم التعيين من قبل إمارة الرياض كما في جميع محافظات الدولة.

## مناخ وتضاريسالمزاحمية
تقع محافظة المزاحمية غربي مدينة الرياض على بُعد 45 كم، ويحدها من الشمال محافظة ضرما، ومن الجنوب محافظة الحريق، ومن الشرق مدينة الرياض ومحافظة الخرج، ومن الغرب محافظة القويعية.

وقال الشاعر عبد العزيز بن محمد بن صقر التمامي في تحديد المزاحمية:
وتتكون المزاحمية من سهول ورمال وجبال وتعد أرضها خصبة ومياهها وفيرة وقريبة من سطح الأرض وعلى أثرها عاشت فيها أقوام عديدة مثل بنو تميم وبنو نمير وبنو ظالم وبنو حنيفة. كما يتوسط المزاحمية جبال المعانيق، وسُمِّيت بهذا الاسم لمعانقتها السماء، ولكونها علامة مميزة يستدل بها، وكذلك الجبال الشامخة مثل جبال «الصقورية» التي تطل على روضة المحلية شمالاً، وعلى محافظة المزاحمية جنوبًا.
ويعد مناخ محافظة المزاحمية مناخًا قاريًا، وتتمتع بمعدل هطول أمطار 100 ملم، بينما يصل معدل الرطوبة النسبية فيها إلى 33 في المائة، وترتفع محافظة المزاحمية عن سطح البحر بنحو 400 متر.

## سكان إمارةالمزاحمية
ولقد توافدت إلى المزاحمية الكثير من القبائل بعد ذلك وأصبحت ذات صيت ذائع وذلك لموقعها الإستراتيجي ولقربها من مدينة الرياض عاصمة السعودية ولما تحتويه من خيرات وفيره من ماء وأمطار وزروع.
ومن القبائل والعوائل التي سكنتها قديما: "التمامي" وال فراج وال زياد والمقني ال هويدي وال مقبل وال دبلان وال عمران والشهيل والشايع والشمالي والبركة والصامل وآل ثنيان والدحيم والزامل والكثران والثاقب والمحمود والعمار والمبدل والهزاع والنحيط والهيضل والبسام والسعيدان والعباس والخزيم والفضلي والعويس والزمامي والحمدان والبكران والزابن والعبيد والسليمي والهزاني والعبود والقريني والصميخي والغفيلي والشبنان والمسعري والمنيع والرشيد والزير والقميزي و الخويتم والعويرضي والقعيري والفجيحي والجريذي والعبيدان والمحيا والغويري آل شبوة وبعض من قبائل عنزه وعتيبه وقحطان وغيرها من القبائل الأخرى.
وعن سكان امارة المزاحمية قال الاستاذ صالح بن منصور الجريسي:«ان سكان المزاحمية من بني تميم وسبعات ومن بني خالد والنواصر والحواشين والقرينات .. اما القبائل البدوية التى تقطن بها وبالقرى والهجر التابعة لها فهي من قبائل قحطان والعجمان وجزء من قبيلة الدواسر الذين يشكلون قبيلة القصاحمة وجزء من قبيلة عتيبة وهم بشكلون قبيلة المقطة والدعاجين والنفعة».